# Esporte marítimo
Os esportes marítimos ou desportos marítimos são todos aqueles praticados em mar aberto. Acredita-se que essa modalidade surgiu ainda na Grécia Antiga como modo de sobrevivência. O mais antigo conhecido é a natação.

## Modalidades
Natação: a natação marítima não depende de outros equipamentos, apenas o corpo, tendo um custo de prática zero. O registro mais antigo sobre o esporte vem das pinturas rupestres de há cerca de 7000 anos , enquanto as referências escritas remontam a 2000 a C.[carece de fontes?] Algumas das primeiras referências estão incluídas em obras históricas como a Epopeia de Gilgamesh, a Ilíada, aOdisseia, a Bíblia (Ezequiel 47:5, Atos 27:42, Isaías 25:11), Beowulf, e outras. No ano de 1538, Nikolaus Wynmann, um professor alemão de linguística, escreveu o primeiro livro sobre natação, “O Nadador ou o diálogo sobre a arte de Nadar” (Der Schwimmer oder ein Zwiegespräch über die Schwimmkunst)
Diferente da praticada em piscina, a natação marítima é mais exigente graças à força das marés e das ondas. Outro problema é a visão, que também acaba sendo prejudicada, sendo necessário levantar a cabeça para fora constantemente para conseguir se localizar.
A natação de competição começou na Europa por volta do ano de 1800, usando em grande maioria do estilo bruços. Em 1873, John Arthur Trudgen, apresentou o estilo Trudgen, que copiava o estilo crawl que os Índios Nativos Norte-americanos usavam, criando uma modalidade semelhante do mesmo. Entretanto, devido a repulsa dos europeus, o estilo empregou a pernada de bruços no lugar do batimento de pernas convencional do estilo crawl. Começa nos Jogos Olímpicos da era moderna em 1896, em Atenas. Em 1902 Richard Cavill introduziu o estilo crawl e em 1908, foi fundada a Federação Internacional de Natação (FINA). O estilo mariposa foi desenvolvido na década de 1930, que no início surgiu como uma variante do estilo de bruços, até que foi aceita como um estilo distinto, em 1952.

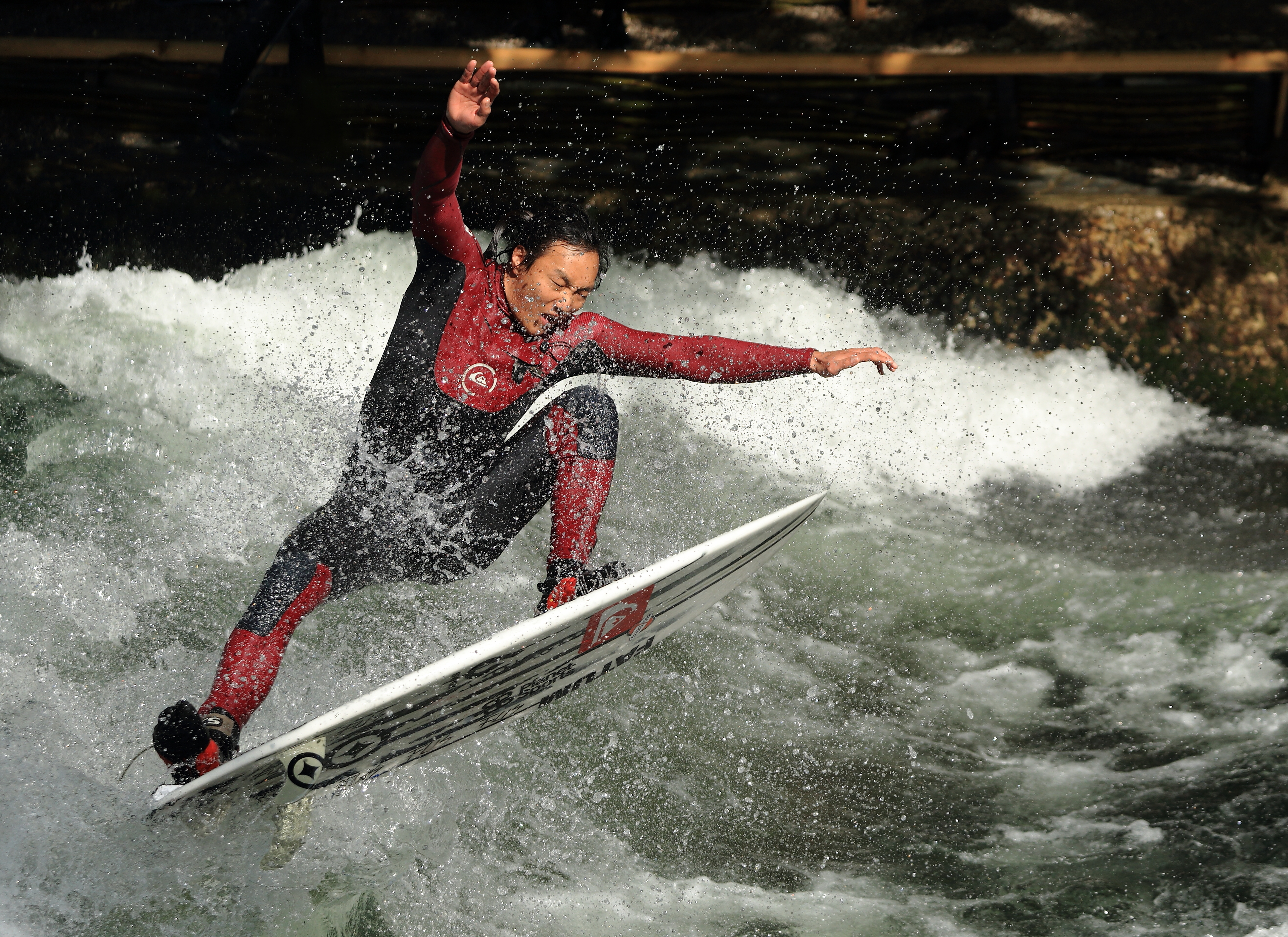
Surfista Eisbach

Surfe: é um dos esportes mais populares. Sua origem é disputada entre os povos peruanos e polinésios. Os primeiros relatos do surfe dizem que o esporte foi introduzido no Havaí pelo rei polinésio Tahíto enquanto outros dizem que antigos povos peruanos já se utilizavam de uma espécie de canoa confeccionada de junco para deslizar sobre as ondas, muitos antes do povo havaiano. O surfe se tornou esporte olímpico e sua primeira aparição será nas olimpíadas de 2020, nos jogos a realizar no Japão.
Bodyboarding: categoria de surf na qual seu praticante fica deitado sobre a prancha, que possui um formato um pouco diferente das utilizadas no surf tradicional. O custo dos equipamentos é mais barato nessa modalidade, já que só se necessita uma prancha especial.
Stand Up paddle: Trata-se de um esporte derivado das jangadas: você se mantém de pé em uma prancha com dimensões maiores que a prancha de surf e se desloca por meio de remadas alternadas. Mesmo aparentando ser fácil, o esporte exige muito equilíbrio e força nas pernas e nos braços. Sua prática é melhor executada em águas mais calmas, para um melhor equilíbrio.

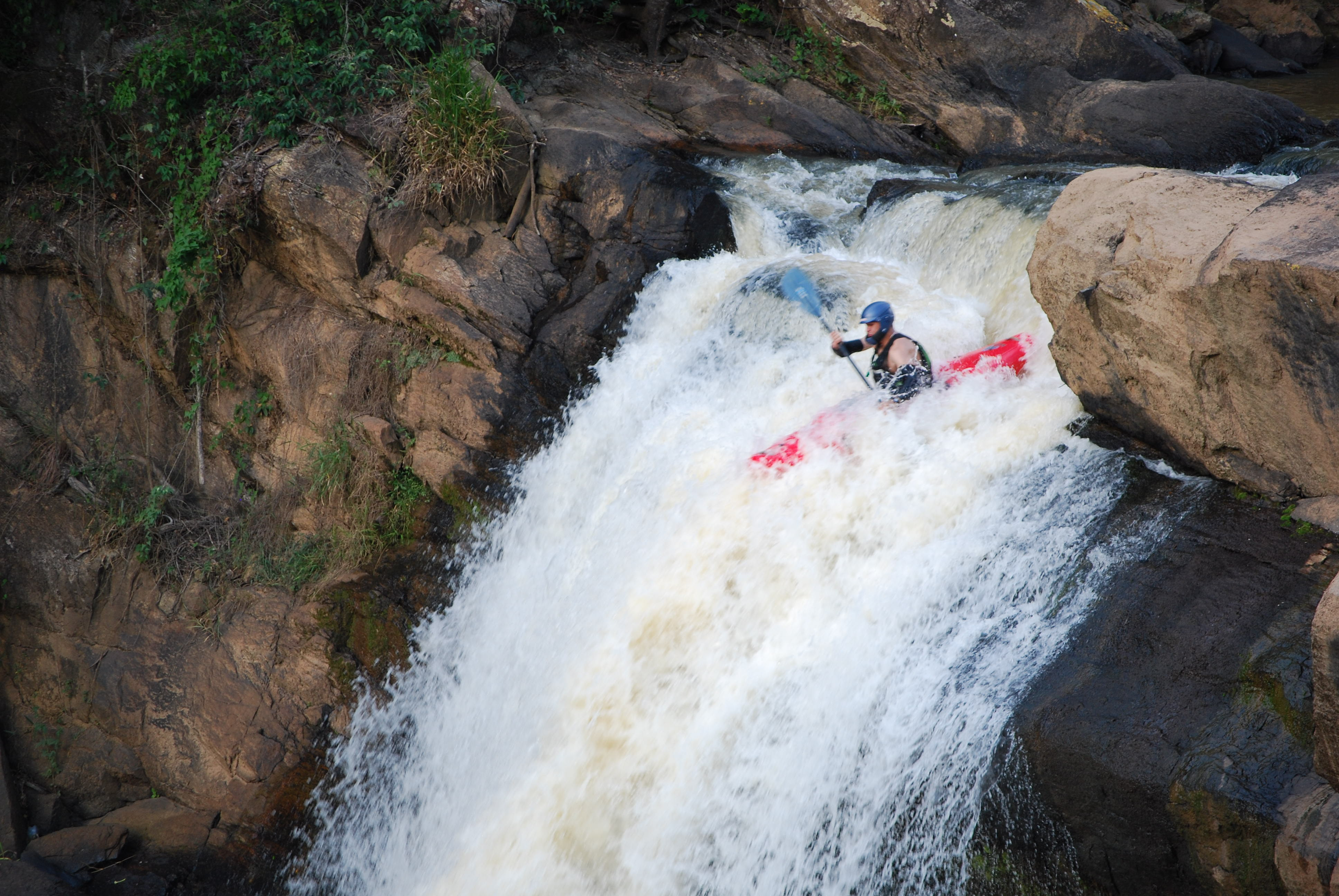
Cachoeira do Falcão

Caiaque: esporte praticado com um barco movido à força dos remos. Também conhecido como canoa, nasceu na Gronelândia, e era usado como meio de pesca. Começou a ficar famosa em 1970, quando passou a ser considerado esporte radical.
Wakeboard: desenvolvido nos Estados Unidos como uma alternativa para os surfistas em dias de poucas ondas, o esporte é praticado com uma prancha estilo snowboard, puxado por uma lancha. Foi inventada em 1979 pelo norte-americano Herb O’Brien.